# Nebelmaschine

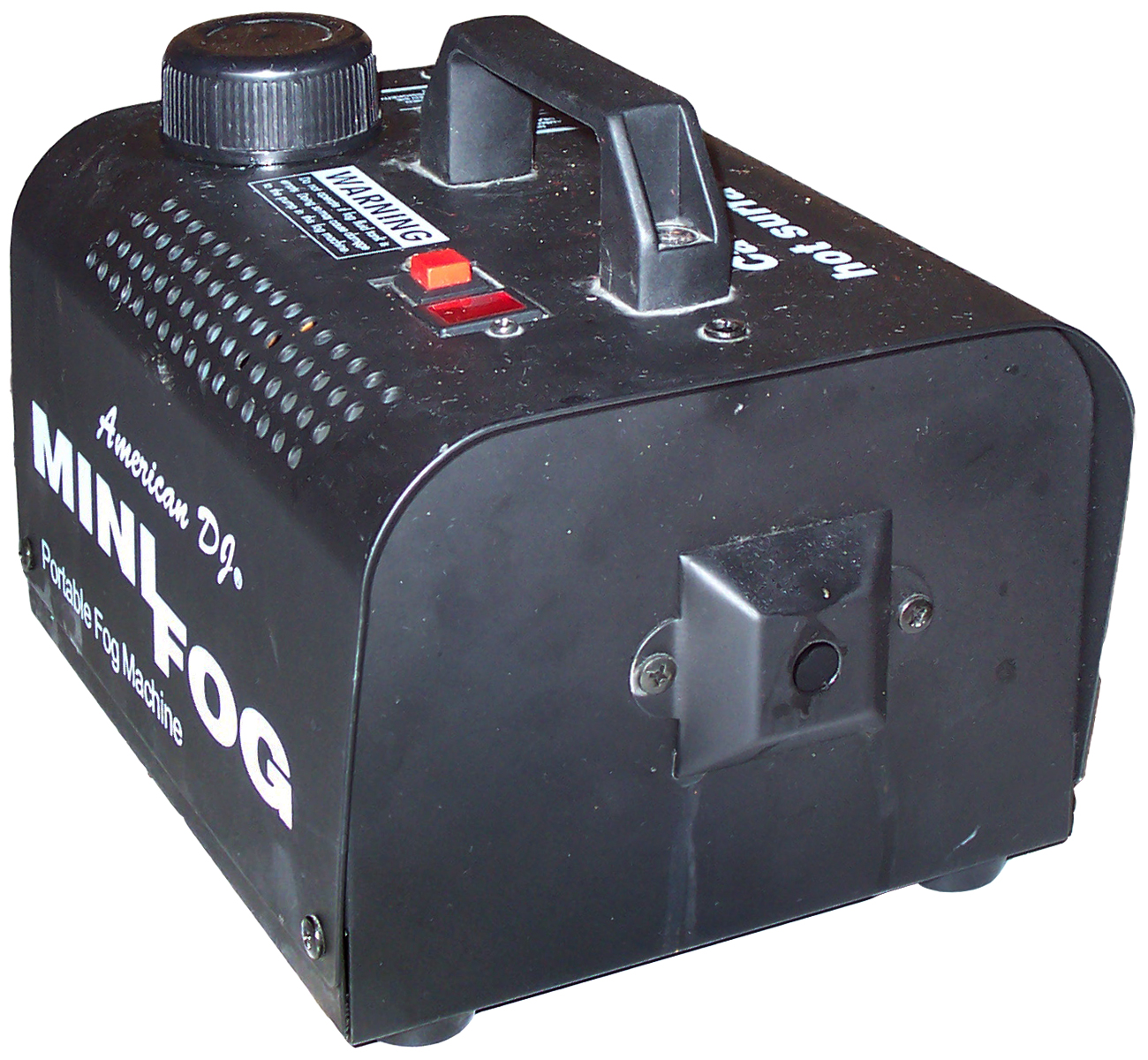
Kleine Heimnebelmaschine

Eine Nebelmaschine stellt künstlichen Nebel („Bühnennebel“) her, indem sie Nebelfluid verdampft. Daher lautet der vollständige Name der klassischen Nebelmaschine Verdampfer-Nebelmaschine.
Für die Erzeugung von Bodennebel sind außerdem nach wie vor Systeme basierend auf Trockeneis im Einsatz. Je nach Maschinentyp und Fluid können die Eigenschaften des Nebels bezüglich Standzeit und Dichte verändert werden.

## Geschichte
Bereits seit Jahrhunderten werden Nebel und Rauch für verschiedene Zwecke mit Wasserdampf oder pyrotechnisch hergestellt. Die Entwicklung wurde dabei durch den Bedarf an weniger gesundheitsschädlichen und besser zu steuernden Methoden vorangetrieben.
Paraffin und erhitzte Öle wurden bis in die Mitte der 1980er Jahre bei Film und Theater und auch in Diskotheken eingesetzt.
1973 entwickelte der in Schenefeld bei Hamburg lebende Günther Schaidt das heutzutage gängige Nebelfluid auf Wasserbasis und dazugehörige Maschinen. Er bekam für diese Entwicklung in Hollywood einen Technik-Oscar. So gut wie alle nachfolgenden Nebelmaschinen kopieren das Wirkungsprinzip dieser Safex-Maschinen.

## Verwendung

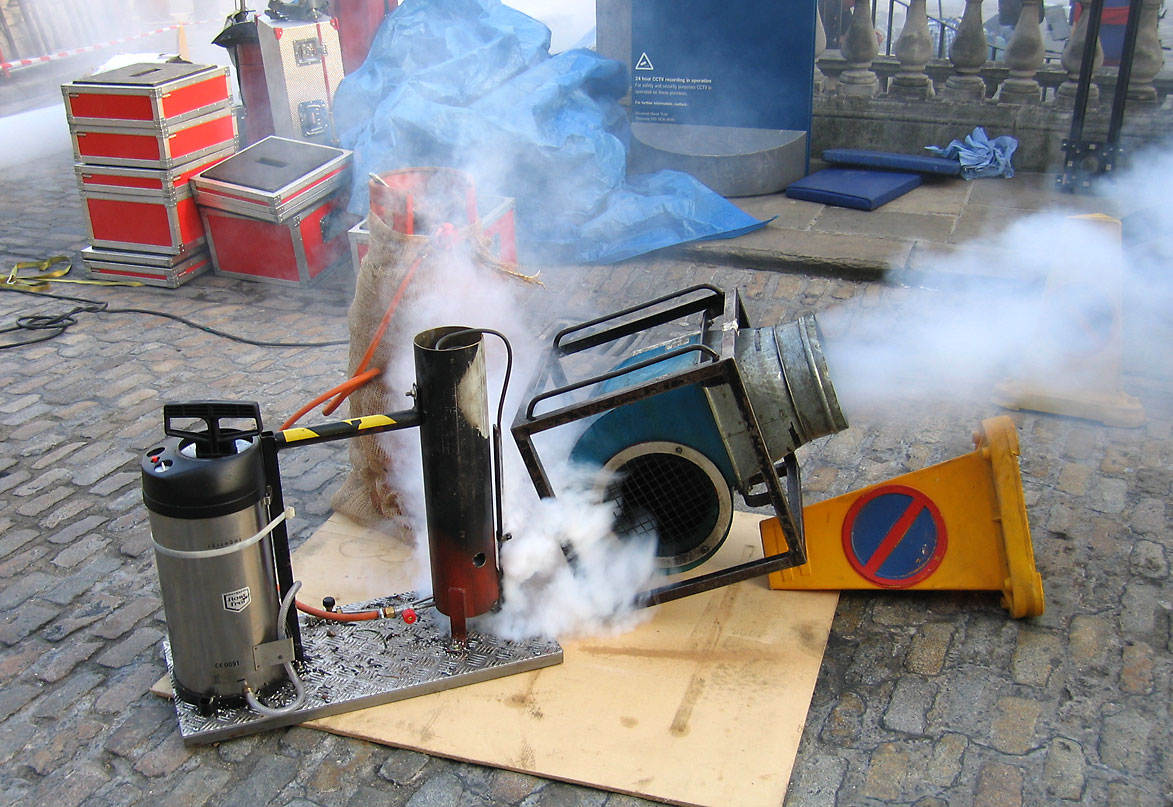
Große Nebelmaschine für Dreharbeiten

Man verwendet Nebelmaschinen in Film, Fernsehen und auf der Bühne, beispielsweise um eine geheimnisvolle Atmosphäre zu erzeugen. Häufig werden sie auf Partys, in Diskotheken und auf Fahrgeschäften eingesetzt, um die räumliche Wirkung von Scheinwerfern und Laserstrahlern (Dunstmaschine) zu erhöhen. Durch Streuung an den Nebeltröpfchen werden Lichtstrahlen von der Seite sichtbar. Nebel gibt dem Raum durch graduelles Verdecken Tiefe.
Daneben dient Nebel als Hilfsmittel für technische Zwecke wie die Geschwindigkeitsmessung (per LDA) oder die Sichtbarmachen von Luft- und Gasströmungen (Stromlinien in Windkanälen). Der Nebel macht auch Leckstellen in Rohrsystemen sichtbar. Auch fälschlicherweise an den Schmutzwasser- statt an den Regenwasserkanal angeschlossene Dachrinnen können identifiziert werden. Bei der Feuerwehr wird Nebel als Rauchersatz bei Übungen eingesetzt, um eine künstliche Sichtbehinderung zu erzeugen. Im Modellbau wird das Aufsteigen von Rauch aus Kaminen und Dampflokomotiven simuliert. Verwendet wurden Nebelmaschinen auch, um militärische Anlagen oder Waffensysteme für feindliche Flugzeuge „unsichtbar“ zu machen. Außerdem werden sie eingesetzt, um Einbrechern die Sicht zu nehmen.
Der Nebel von Nebelmaschinen kann optische Rauchmelder auslösen. Bei einer angeschlossenen Brandmeldeanlage führt das zu einem Fehleinsatz für die Feuerwehr. Daher müssen die dazugehörigen Schleifen deaktiviert werden. Bei Brandmeldeanlagen und einigen automatischen Feuerlöschanlagen, die über keine technische Möglichkeit zur Funktionsüberprüfung verfügen, wird Kunstnebel auch zur Prüfung der Funktionstüchtigkeit eingesetzt.

## Funktionsweise
In gewöhnlichen Nebelmaschinen wird ein Gemisch aus destilliertem Wasser (um mineralische Rückstände zu verhindern) und hochreinem Propylenglycol oder Glycerin verwendet. Das Nebelfluid wird durch eine Pumpe in ein Heizelement mit engem Durchmesser gepresst, wo es durch Erhitzung verdampft. Das Ergebnis ist das feine Aerosol, welches später als Nebel wahrgenommen wird. Es handelt sich somit um dieselben Grundstoffe, die ebenfalls durch Erwärmen den Nebel in Elektrischen Zigaretten erzeugen.
Das Safex-Prinzip der Verdampfernebelmaschine mit Fluiden auf Wasserbasis hat ölbasierte Systeme in vielen Bereichen fast vollständig verdrängt. Maschinen mit Fluiden auf Ölbasis verdampfen ein hochreines Mineralöl, welches zusammen mit einem Schutzgas (meist CO2 oder Stickstoff) in ein Heizelement befördert wird. Nach wie vor sind diese Systeme im Einsatz, da deren Nebel bzw. Dunst typischerweise eine längere Standzeit, eine höhere Temperaturbeständigkeit und eine geringere Partikelgröße aufweist. Dank ihrem geräuschlosen Betrieb und vollkommen geruchsneutralen Dunst sind auf diesem Prinzip basierende Hazer gängiger Standard in TV-Studios und auf größeren Events. Durch das für den Betrieb notwendige Schutzgas, die höheren Anschaffungs- und Betriebskosten sowie die notwendigen Spezialfluide sind diese Geräte fast ausschließlich im professionellen Bereich anzutreffen. Bei korrekter Verwendung sind auch diese Systeme gesundheitlich unbedenklich.

## Anwendung

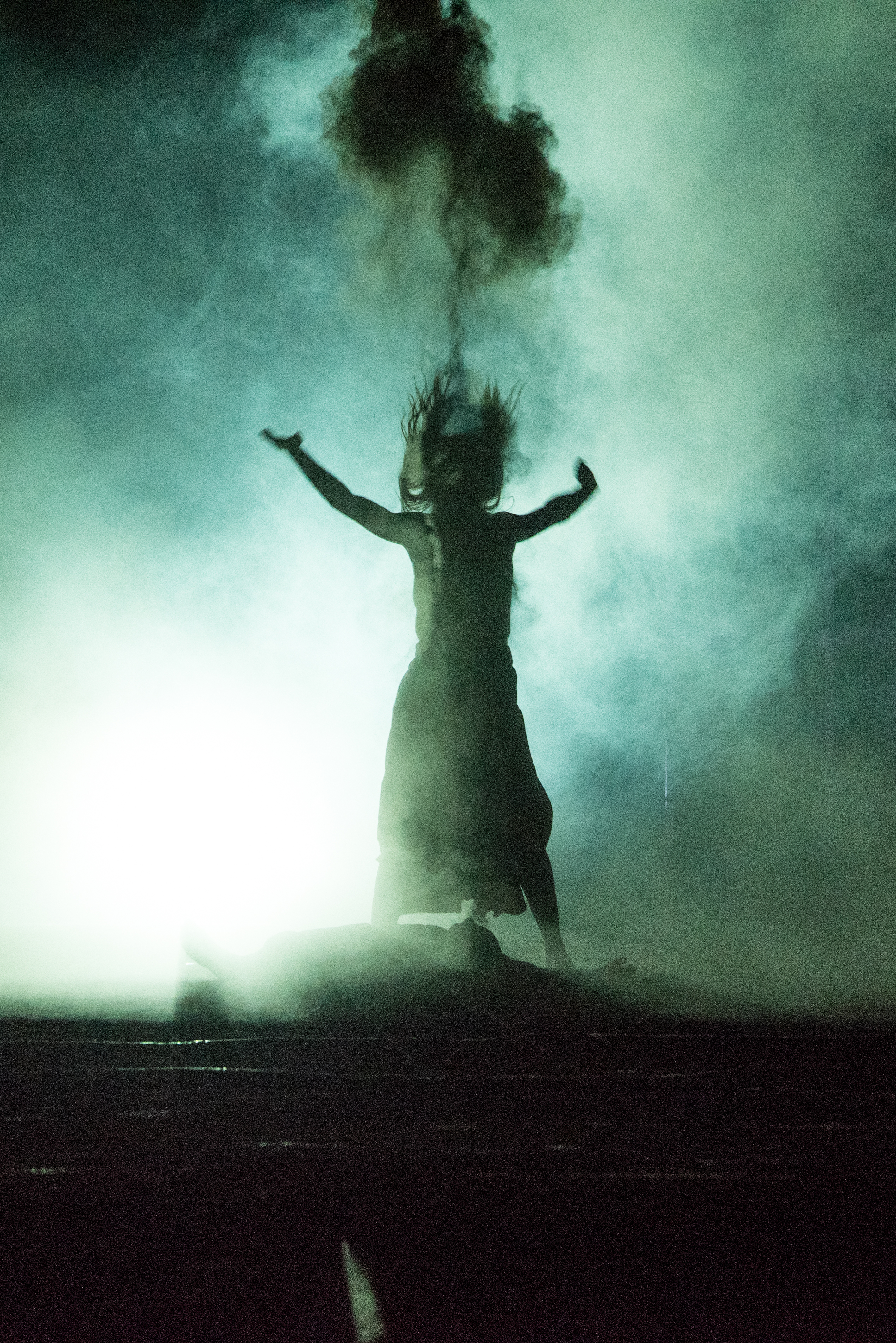
Künstlicher Nebel bei einer Aufführung von Antigone im Wiener Burgtheater

Künstlicher Nebel streut ebenso wie natürlicher Nebel das Licht von Scheinwerfern. Bei Theater-Aufführungen, oder Konzerten werden daher Nebelmaschinen zusammen mit geeigneter Beleuchtung eingesetzt, um einen dramatischen Effekt zu erreichen.
Da Nebelmaschinen oft an schwer zugänglichen Stellen montiert sind (z. B. an Decken oder hinter Schutzgittern), werden sie meist über Fernbedienungen oder per DMX gesteuert. Zusätzlich ist an einigen Nebelmaschinen noch ein Schalter zum Auslösen angebracht. Eine Fernbedienung ist für fast alle Nebelmaschinen zusätzlich erhältlich; eine Ansteuerungsmöglichkeit per DMX ist auch in den unteren Preisklassen immer häufiger anzutreffen.
Die Standzeit des Nebels ist in hohem Maße von der relativen Luftfeuchtigkeit abhängig. Je höher diese ist, desto langlebiger ist der Nebel. 

## Gesundheitliche Auswirkungen
Enthält das Nebelfluid Glycerin, sollte es nicht auf 200 °C und mehr erhitzt werden, da es sonst zur Bildung des krebserregenden Stoffes Acrolein kommen kann. Gängige Nebelmaschinen verfügen über eine Temperaturregelung, welche zu hohe Temperaturen und somit die Bildung von Acrolein verhindern soll. Darüber hinaus ist zu beachten, dass Nebelmaschine und -fluid eine zusammengehörige Einheit bilden. Daher sind nur Nebelfluide zu verwenden, die vom Hersteller der Nebelmaschine freigegeben sind.
Nebel mit Propylenglycol ist gesundheitlich unbedenklich, solange er nicht die normale Atemluft komplett ersetzt (Einatmen direkt aus der Nebelmaschine).

## Andere Funktionsweisen

### Hazer
Bei Hazern werden meist spezielle Fluide auf Basis von Glycolen oder hochraffinierten Mineralölen verdampft oder zerstäubt, um so einen nahezu durchsichtigen Dunst zu erzeugen. Dies geschieht entweder ähnlich dem Prinzip der klassischen Nebelmaschine oder mittels Zerstäubung durch beispielsweise Ultraschall oder Druckluft. Zusätzlich kommt häufig ein Ventilator zum Einsatz, der den erzeugten Dunst gleichmäßig im Raum verteilt.

### Bodennebel
Die Erzeugung von Bodennebel wurde ursprünglich meist durch Trockeneis (festes CO2 bei etwa −78 °C) unter Kondensation vorhandener Luftfeuchtigkeit erreicht. Aufgrund der schlechten Verfügbarkeit und hohen Lagerkosten wird inzwischen häufig mit tiefkaltem Flüssigstickstoff oder flüssigem Kohlenstoffdioxid gearbeitet. Ein Steigrohr zum Grund der stehenden Flasche erlaubt das rasche Entnehmen von flüssiger Phase, die bei Umgebungsdruck sehr schnell verdunstet, dabei abkühlt, teilweise zu festem Kohlensäureschnee wird, der beim Sublimieren weiter Wärme aufnimmt. Während das gesamte CO2 dabei gasförmig wird, wird durch Abkühlung aus der feuchten Umgebungsluft Wasser-Nebel (und eventuell etwas Schnee) gebildet.
Auch das Abkühlen von konventionellem Nebel aus Nebelmaschinen erzeugt bodennahen Nebel. Weiter kommen Verfahren zum Einsatz, bei denen der Nebel aus herkömmlichen Maschinen mit Wassernebel aus Ultraschallzerstäubern schwerer gemacht wird. Der daraus resultierende Bodennebel bleibt aufgrund der größeren und schwereren Partikeln in Bodennähe, obwohl der Nebel an sich wärmer als die Umgebung ist. Als Nachteil wäre hierbei der hohe Wasserverbrauch und die Gefahr der Bildung von Rückständen auf dem Boden zu nennen.
Trockeneis-Nebel gilt jedoch immer noch als der „schönste Bodennebel“, da dieser schneeweiß ist und durch seine hohe Dichte (wegen der verringerten Temperatur und Anreicherung mit CO2) über den Boden „fließt“.

### Chemische Reaktion
Bei einer weiteren Art von Maschinen werden zwei Chemikalien aus Druckgasbehältern, meist ähnlich einer Spraydose, gemischt und an einer Düse verbrannt. Vorteil ist, dass die Maschinen kompakt sind, und dass keine Stromversorgung benötigt wird, nachteilig sind die hohen Betriebskosten, die Brandgefahr und der Umstand, dass der Nebel gesundheitsschädlich ist. Sie wurden bis etwa Mitte der 1980er Jahre, insbesondere im Bereich der Filmproduktion, eingesetzt.

### CO2-Jet
Bei CO2-Jets wird unter Druck stehendes, flüssiges CO2 aus einer Düse gepresst und verdampft sofort. Dabei entsteht ein kurz stehender Nebel, ähnlich einer Flamme aus Bärlappsporen. Sie werden daher auch als „kalte Flamme“ bezeichnet. Bei entsprechender Beleuchtung lassen sich damit auch andersfarbige und ungefährliche Flammen erzeugen.